# Albert Andersen
Peter Johan Albert Antomius Andersen (17. februar 1891 i Rudkøbing – 7. december 1977 på Frederiksberg) var en dansk rejseinspektør og atlet.
Andersen begyndte med idræt i Næstved, men fik sit gennembrud i København som var medlem af IF Sparta i København. Han deltog i OL 1920 på 10.000 meter, hvor han ikke kom i mål og i terrænløbet og nåede en 7. plads i holdkonkkurencen og en 20. plads individuellt. Han vandt to danske mesterskaber i cross og Fortunløbet 1919-1925.

## Danske mesterskaber
- Guld 1922 8km cross 32,15
- Guld 1920 8km cross 32,32

## Personlig rekorder
- 5000 meter: 15,35,0  København  25 juni 1922
- 10.000 meter: 32,58,4 Antwerpen 19. august 1920